# Lasioglossum pavoninum
Lasioglossum pavoninum är en biart som först beskrevs av Ellis 1913. Den ingår i släktet smalbin och familjen vägbin. Inga underarter finns listade i Catalogue of Life.

## Beskrivning
Huvud och mellankropp är blågröna hos honan, nästan rent blå hos hanen. Hos honan är clypeus svartbrun på den övre delen, medan den undre delen och partiet över clypeus är bronsfärgade; hos hanen är den övre delen i stället klargul. Antennerna är bruna utom undersidan på den övre delen, som är ljusbrun till orange hos honan, klargul hos hanen. Mellankroppen har halvgenomskinliga vingar med brunaktiga ribbor och rödbruna vingbaser. Bakkroppen har gröna tergiter och bruna sterniter med genomskinligt brungula bakkanter. Behåringen är smutsvit och tämligen gles, utom på hanens ansikte där de mittre partierna har tätare hårväxt. Tergit 3 till 4 hos honan har dessutom svaga hårband. Arten är liten, med en kroppslängd på 5,2 till 5,8 mm hos honan, 5 till 5,4 mm hos hanen.

## Utbredning
Lasioglossum pavoninum förekommer från Yukon och Northwest Territories över British Columbia, Alberta, Saskatchewan och Manitoba i Kanada, över nordostligaste Washington, norra Idaho och Montana till Wyoming och norra Colorado i USA. Den är ingenstans vanlig.

## Ekologi
Habitatet är växlande, och utgörs bland annat av berg, skog, inte minst tajga, jordbruksbygd och våtmarker.
Arten är oligolektisk på framför allt mjölke.
Likt andra arter i undersläktet (Dialictus) förmodas den vara social. Boet inrättas i jorden, och endast den parade honan övervintrar.
Morfologiska jämförelser kombinerat med DNA-undersökningar har visat att arten är närmare släkt med Lasioglossum smeathmanellum-artkomplexet i Eurasien än några andra amerikanska arter i undersläktet.